# Amaurornis olivacea
La gallinella olivacea o rallo di macchia disadorno (Amaurornis olivacea (Meyen, 1834)) è un uccello della famiglia dei Rallidi, endemico delle Filippine.

## Descrizione
La gallinella olivacea è un rallide di medie dimensioni che non presenta dimorfismo sessuale. Negli esemplari adulti, le regioni superiori, i fianchi e il sottocoda sono di colore bruno-oliva scuro. La regione dietro le orecchie è nerastra, mentre la gola, il petto, l'addome e il sottoala sono di colore grigio scuro. Il becco è di colore verde, l'iride è di colore variabile dal rosso al marrone e le zampe sono giallo-oliva.
Coda compresa, misura 30 cm, mentre ciascuna ala è lunga 15,5 cm.

## Distribuzione e habitat
La gallinella olivacea è presente su tutte le isole maggiori delle Filippine (esclusa Palawan) e su molte altre isole minori.
Si incontra in distese erbose, anche relativamente secche, e in altre regioni dove la vegetazione è bassa, nelle foreste secondarie e nelle piantagioni di alberi da frutto; durante la nidificazione, tuttavia, si incontra solo nelle zone umide.

## Biologia
La gallinella olivacea vive da sola o in coppie. Coppie con i piccoli sono state osservate in febbraio, maggio e settembre, mentre maschi con le gonadi ingrossate sono stati catturati in marzo e aprile. Il nido è costituito da una struttura a forma di tazza, fatta di erba e ramoscelli, e posta tra l'erba alta che circonda uno specchio d'acqua. Ciascuna covata è composta da 4 uova.